# Карасай батыра
Карасай батыра (каз. Қарасай батыр, до 1999 г. — Мадениет) — село в Айыртауском районе Северо-Казахстанской области Казахстана. Входит в состав Арыкбалыкского сельского округа. Код КАТО — 593235400.

## Население
В 1999 году население села составляло 479 человек (230 мужчин и 249 женщин). По данным переписи 2009 года, в селе проживало 446 человек (214 мужчин и 232 женщины).

## Достопримечательность
Мемориальный комплекс «Карасай-Агынтай» открыт 15 октября 1999 года вблиз аула.